# Кулінарний рецепт
Цей термін має також інші значення. Докладніше — у статті Рецепт (значення).

Кулінарний рецепт — це певна інструкція з приготування кулінарного виробу. Він містить інформацію про необхідні продукти, їх пропорції та подає інструкцію по поєднанню та обробці. Кулінарні рецепти описують механічну і теплову обробку інгредієнтів, способи сервірування готових страв. 
Сучасний кулінарний рецепт містить такі складові:
- назва страви (часто вміщує деталізацію за інгредієнтами чи національну приналежність);
- орієнтовний час приготування;
- список необхідних інгредієнтів, їх кількість і пропорції;
- обладнання та умови, необхідні для приготування страви;
- кількість порцій;
- калорійність страви (інколи і вміст білків, жирів та вуглеводів);
- інструкція з приготування страви;
- поради щодо сервірування (прикраса страви і подача на стіл).

Виділяють класичний рецепт, який входить до складу більшості кулінарних книг. Структура класичного рецепту — це схема, відповідно до якої готують ту чи іншу страву. Схема включає ряд послідовно змінюваних дій, які повідомляють за яких умов має вийти вказаний в заголовку продукт, причому дії повинні здійснюватися в суворій послідовності, для досягнення найкращого результату.
```

```

## Поділ рецептів на категорії
За періодом споживання:
- Сніданок
- Ланч
- Обід
- Полуденок
- Вечеря

За типом страв:
- Закуски
- Салати
- Перші страви
- Основні страви
- Десерти
- Напої